# Acronicta eothina
Acronicta eothina là một loài bướm đêm trong họ Noctuidae.